# Leucanthemum paludosum
Espèce
Classification phylogénétique
Leucanthemum paludosum est une espèce de plante à fleurs de la famille des Asteraceae.

## Description
Ce sont des plantes herbacées vivaces. Les inflorescences sont de petits capitules aux ligules blanches disposées autour du centre jaune.

## Synonymes
- Chrysanthemum paludosum
- Mauranthemum paludosum